# Missa dels bevedors
Les Misses dels bevedors, o bé les Misses dels jugadors (llatí: Missa Potatorum, Officium Lusorum), era un gènere de poesia en llatí medieval que parodiava la missa catòlica i que se'n reia dels monjos i clergues bevedors i jugadors. Aquestes misses van ser escrites entre sobre 1100 a 1700 pels <i>clerici vagantes</i> (goliards), essent el primer exemple la missa de jugadors que es troba al Carmina Burana. El gènere es troba relacionat amb altres paròdies eclesiàstiques medievals com la Festa dels Folls i la Festa de l'Ase.

## Descripció
Aquestes misses de paròdia generalment segueixen línia per línia els mots de la missa llatina, si bé tenen frases de la vulgata. Són curosament reversionades per tal de crear una paròdia de la missa, amb temes com Bacus, el déu de vi, i Decius, el déu de daus, per tal de reemplaçar els termes "<i>Dominus</i>" i "<i>Deus</i>" (Senyor i Déu) de la missa. Hi ha molta imatgeria dels daus que són utilitzat en jocs d'apostes, així com de copes, vi i tavernes, i acaben amb la pèrdua de les possessions del protagonista, incloent la roba, a causa de la beguda i el joc 